# أدريان ليندسي
أدريان ليندسي (بالإنجليزية: Adrian Lindsey)‏ هو لاعب كرة قدم أمريكية أمريكي، ولد في 15 أغسطس 1895 في فيينا في الولايات المتحدة، وتوفي في 2 أكتوبر 1980 في يودورا في الولايات المتحدة.